# Eleições autárquicas portuguesas de 1989 no distrito de Beja
| Eleições autárquicas portuguesas de 1989 Distritos: Aveiro \| Beja \| Braga \| Bragança \| Castelo Branco \| Coimbra \| Évora \| Faro \| Guarda \| Leiria \| Lisboa \| Portalegre \| Porto \| Santarém \| Setúbal \| Viana do Castelo \| Vila Real \| Viseu \| Açores \| Madeira |

## Resultados por concelho
Os resultados nos concelhos do distrito de Beja foram os seguintes:

### Aljustrel
| Partido                 | Partido                        | Votos  | %               | +/-   | Vereadores | +/-     |
| ----------------------- | ------------------------------ | ------ | --------------- | ----- | ---------- | ------- |
|                         | Coligação Democrática Unitária | 3 326  | 55,16 / 100,00  | 6,51  | 5 / 7      | Estável |
|                         | Partido Socialista             | 1 875  | 31,09 / 100,00  | 0,05  | 2 / 7      | Estável |
|                         | Partido Social Democrata       | 521    | 8,64 / 100,00   | -     | 0 / 7      | -       |
| Votos Inválidos         | Votos Inválidos                | 308    | 5,11 / 100,00   | 1,31  |            |         |
| Total                   | Total                          | 6 030  | 100,00 / 100,00 |       | 7 / 7      |         |
| Eleitorado/Participação | Eleitorado/Participação        | 10 277 | 58,67 / 100,00  | 12,03 |            |         |

### Almodôvar
| Partido                 | Partido                        | Votos | %               | +/-  | Vereadores | +/-     |
| ----------------------- | ------------------------------ | ----- | --------------- | ---- | ---------- | ------- |
|                         | Partido Socialista             | 2 786 | 48,09 / 100,00  | 7,27 | 3 / 5      | 1       |
|                         | Coligação Democrática Unitária | 1 320 | 22,79 / 100,00  | 2,13 | 1 / 5      | Estável |
|                         | Partido Social Democrata       | 1 202 | 20,75 / 100,00  | 8,80 | 1 / 5      | 1       |
| Votos Inválidos         | Votos Inválidos                | 485   | 8,37 / 100,00   | 4,87 |            |         |
| Total                   | Total                          | 5 793 | 100,00 / 100,00 |      | 5 / 5      |         |
| Eleitorado/Participação | Eleitorado/Participação        | 8 571 | 67,59 / 100,00  | 0,46 |            |         |

### Alvito
| Partido                 | Partido                        | Votos | %               | +/-   | Vereadores | +/-     |
| ----------------------- | ------------------------------ | ----- | --------------- | ----- | ---------- | ------- |
|                         | Partido Social Democrata       | 656   | 37,83 / 100,00  | 17,62 | 2 / 5      | 1       |
|                         | Coligação Democrática Unitária | 579   | 33,39 / 100,00  | 6,51  | 2 / 5      | Estável |
|                         | Partido Socialista             | 423   | 24,39 / 100,00  | -     | 1 / 5      | -       |
| Votos Inválidos         | Votos Inválidos                | 76    | 4,39 / 100,00   | 0,27  |            |         |
| Total                   | Total                          | 1 734 | 100,00 / 100,00 |       | 5 / 5      |         |
| Eleitorado/Participação | Eleitorado/Participação        | 2 278 | 76,12 / 100,00  | 1,23  |            |         |

### Barrancos
| Partido                 | Partido                        | Votos | %               | +/-   | Vereadores | +/- |
| ----------------------- | ------------------------------ | ----- | --------------- | ----- | ---------- | --- |
|                         | Coligação Democrática Unitária | 708   | 53,19 / 100,00  | 18,69 | 3 / 5      | 1   |
|                         | Partido Socialista             | 497   | 37,34 / 100,00  | 14,29 | 2 / 5      | 1   |
|                         | Partido Social Democrata       | 40    | 3,01 / 100,00   | -     | 0 / 5      | -   |
| Votos Inválidos         | Votos Inválidos                | 86    | 6,46 / 100,00   | 1,39  |            |     |
| Total                   | Total                          | 1 331 | 100,00 / 100,00 |       | 5 / 5      |     |
| Eleitorado/Participação | Eleitorado/Participação        | 1 715 | 77,61 / 100,00  | 2,86  |            |     |

### Beja
| Partido                 | Partido                        | Votos  | %               | +/-  | Vereadores | +/-     |
| ----------------------- | ------------------------------ | ------ | --------------- | ---- | ---------- | ------- |
|                         | Coligação Democrática Unitária | 7 597  | 42,80 / 100,00  | 8,29 | 4 / 7      | Estável |
|                         | Partido Socialista             | 5 278  | 29,74 / 100,00  | 2,14 | 2 / 7      | Estável |
|                         | Partido Social Democrata       | 2 921  | 16,46 / 100,00  | 0,88 | 1 / 7      | Estável |
|                         | Centro Democrático Social      | 805    | 4,54 / 100,00   | -    | 0 / 7      | -       |
|                         | União Democrática Popular      | 357    | 2,01 / 100,00   | 0,16 | 0 / 7      | Estável |
| Votos Inválidos         | Votos Inválidos                | 790    | 4,45 / 100,00   | 0,89 |            |         |
| Total                   | Total                          | 17 748 | 100,00 / 100,00 |      | 7 / 7      |         |
| Eleitorado/Participação | Eleitorado/Participação        | 30 215 | 58,74 / 100,00  | 6,64 |            |         |

### Castro Verde
| Partido                 | Partido                        | Votos | %               | +/-  | Vereadores | +/-     |
| ----------------------- | ------------------------------ | ----- | --------------- | ---- | ---------- | ------- |
|                         | Coligação Democrática Unitária | 2 559 | 64,92 / 100,00  | 4,53 | 4 / 5      | Estável |
|                         | Partido Socialista             | 601   | 15,25 / 100,00  | 2,48 | 1 / 5      | Estável |
|                         | Partido Social Democrata       | 600   | 15,22 / 100,00  | 5,92 | 0 / 5      | Estável |
| Votos Inválidos         | Votos Inválidos                | 182   | 4,61 / 100,00   | 1,10 |            |         |
| Total                   | Total                          | 3 942 | 100,00 / 100,00 |      | 5 / 5      |         |
| Eleitorado/Participação | Eleitorado/Participação        | 6 455 | 61,07 / 100,00  | 4,89 |            |         |

### Cuba
| Partido                 | Partido                        | Votos | %               | +/-   | Vereadores | +/- |
| ----------------------- | ------------------------------ | ----- | --------------- | ----- | ---------- | --- |
|                         | Coligação Democrática Unitária | 1 831 | 56,60 / 100,00  | 11,29 | 3 / 5      | 1   |
|                         | Partido Socialista             | 1 204 | 37,22 / 100,00  | 11,12 | 2 / 5      | 1   |
| Votos Inválidos         | Votos Inválidos                | 200   | 6,19 / 100,00   | 0,17  |            |     |
| Total                   | Total                          | 3 235 | 100,00 / 100,00 |       | 5 / 5      |     |
| Eleitorado/Participação | Eleitorado/Participação        | 4 696 | 68,89 / 100,00  | 4,88  |            |     |

### Ferreira do Alentejo
| Partido                 | Partido                        | Votos | %               | +/-  | Vereadores | +/-     |
| ----------------------- | ------------------------------ | ----- | --------------- | ---- | ---------- | ------- |
|                         | Coligação Democrática Unitária | 2 594 | 46,35 / 100,00  | 7,26 | 3 / 5      | Estável |
|                         | Partido Socialista             | 2 182 | 38,99 / 100,00  | 2,93 | 2 / 5      | Estável |
|                         | Partido Social Democrata       | 570   | 10,18 / 100,00  | 3,30 | 0 / 5      | Estável |
| Votos Inválidos         | Votos Inválidos                | 251   | 4,48 / 100,00   | 1,03 |            |         |
| Total                   | Total                          | 5 597 | 100,00 / 100,00 |      | 5 / 5      |         |
| Eleitorado/Participação | Eleitorado/Participação        | 9 019 | 62,06 / 100,00  | 3,46 |            |         |

### Mértola
| Partido                 | Partido                        | Votos | %               | +/-  | Vereadores | +/-     |
| ----------------------- | ------------------------------ | ----- | --------------- | ---- | ---------- | ------- |
|                         | Coligação Democrática Unitária | 3 148 | 52,80 / 100,00  | 2,40 | 3 / 5      | Estável |
|                         | Partido Socialista             | 2 186 | 36,67 / 100,00  | 8,27 | 2 / 5      | Estável |
|                         | Partido Social Democrata       | 417   | 6,99 / 100,00   | -    | 0 / 5      | -       |
| Votos Inválidos         | Votos Inválidos                | 211   | 3,54 / 100,00   | 1,56 |            |         |
| Total                   | Total                          | 5 962 | 100,00 / 100,00 |      | 5 / 5      |         |
| Eleitorado/Participação | Eleitorado/Participação        | 9 422 | 63,28 / 100,00  | 0,70 |            |         |

### Moura
| Partido                 | Partido                        | Votos  | %               | +/-   | Vereadores | +/- |
| ----------------------- | ------------------------------ | ------ | --------------- | ----- | ---------- | --- |
|                         | Partido Socialista             | 4 955  | 57,08 / 100,00  | 22,92 | 4 / 7      | 2   |
|                         | Coligação Democrática Unitária | 3 316  | 38,20 / 100,00  | 7,80  | 3 / 7      | 1   |
| Votos Inválidos         | Votos Inválidos                | 410    | 4,73 / 100,00   | 0,82  |            |     |
| Total                   | Total                          | 8 681  | 100,00 / 100,00 |       | 7 / 7      |     |
| Eleitorado/Participação | Eleitorado/Participação        | 15 684 | 55,35 / 100,00  | 1,40  |            |     |

### Odemira
| Partido                 | Partido                        | Votos  | %               | +/-   | Vereadores | +/- |
| ----------------------- | ------------------------------ | ------ | --------------- | ----- | ---------- | --- |
|                         | Coligação Democrática Unitária | 7 796  | 50,51 / 100,00  | 11,15 | 4 / 7      | 1   |
|                         | Partido Socialista             | 4 923  | 31,90 / 100,00  | 15,45 | 3 / 7      | 2   |
|                         | Partido Social Democrata       | 1 626  | 10,54 / 100,00  | 4,96  | 0 / 7      | 1   |
|                         | Centro Democrático Social      | 420    | 2,72 / 100,00   | -     | 0 / 7      | -   |
| Votos Inválidos         | Votos Inválidos                | 669    | 4,33 / 100,00   | 0,93  |            |     |
| Total                   | Total                          | 15 434 | 100,00 / 100,00 |       | 7 / 7      |     |
| Eleitorado/Participação | Eleitorado/Participação        | 24 769 | 62,31 / 100,00  | 2,08  |            |     |

### Ourique
| Partido                 | Partido                        | Votos | %               | +/-   | Vereadores | +/-     |
| ----------------------- | ------------------------------ | ----- | --------------- | ----- | ---------- | ------- |
|                         | Coligação Democrática Unitária | 1 575 | 34,55 / 100,00  | 10,13 | 2 / 5      | Estável |
|                         | Partido Social Democrata       | 1 536 | 33,69 / 100,00  | 18,82 | 2 / 5      | 1       |
|                         | Partido Socialista             | 1 310 | 28,73 / 100,00  | -     | 1 / 5      | -       |
| Votos Inválidos         | Votos Inválidos                | 138   | 3,03 / 100,00   | 0,22  |            |         |
| Total                   | Total                          | 4 559 | 100,00 / 100,00 |       | 5 / 5      |         |
| Eleitorado/Participação | Eleitorado/Participação        | 6 752 | 67,52 / 100,00  | 9,52  |            |         |

### Serpa
| Partido                 | Partido                        | Votos  | %               | +/-   | Vereadores | +/- |
| ----------------------- | ------------------------------ | ------ | --------------- | ----- | ---------- | --- |
|                         | Coligação Democrática Unitária | 4 468  | 53,61 / 100,00  | 6,92  | 4 / 7      | 1   |
|                         | Partido Socialista             | 2 808  | 33,69 / 100,00  | 1,42  | 3 / 7      | 1   |
|                         | Partido Social Democrata       | 690    | 8,28 / 100,00   | -     | 0 / 7      | -   |
| Votos Inválidos         | Votos Inválidos                | 369    | 4,43 / 100,00   | 0,08  |            |     |
| Total                   | Total                          | 8 335  | 100,00 / 100,00 |       | 7 / 7      |     |
| Eleitorado/Participação | Eleitorado/Participação        | 17 231 | 48,37 / 100,00  | 19,46 |            |     |

### Vidigueira
| Partido                 | Partido                        | Votos | %               | +/-  | Vereadores | +/-     |
| ----------------------- | ------------------------------ | ----- | --------------- | ---- | ---------- | ------- |
|                         | Coligação Democrática Unitária | 2 108 | 59,53 / 100,00  | 7,36 | 4 / 5      | Estável |
|                         | Partido Socialista             | 846   | 23,89 / 100,00  | 3,03 | 1 / 5      | Estável |
|                         | Partido Social Democrata       | 335   | 9,46 / 100,00   | -    | 0 / 5      | -       |
| Votos Inválidos         | Votos Inválidos                | 252   | 7,12 / 100,00   | 0,93 |            |         |
| Total                   | Total                          | 3 541 | 100,00 / 100,00 |      | 5 / 5      |         |
| Eleitorado/Participação | Eleitorado/Participação        | 5 841 | 60,62 / 100,00  | 6,57 |            |         |